# اکاپل
اکاپل، روستایی است از توابع بخش مرکزی شهرستان کلاردشت در استان مازندران ایران.

## جمعیت
این روستا در دهستان کلاردشت غربی قرار دارد و براساس سرشماری مرکز آمار ایران در سال ۱۳۹۵، جمعیت آن زیر سه خانوار بوده‌است. مردم اکاپل از قومیت طبری هستند. مردم اکاپل به زبان طبری و گویش کلارستاقی سخن می‌گویند.